# Парккинен, Ласси
Ласси Парккинен (фин. Lauri Rikhard ”Lassi” Parkkinen; 8 мая 1917, Варкаус, Великое княжество Финляндское, Российская Империя — 3 ноября 1994, Варкаус, Финляндия) — финский конькобежец, серебряный призёр Олимпийских игр 1948 года на дистанции 10000 метров, чемпион мира 1947 года, серебряный призёр чемпионата мира 1952 года.

## Спортивные достижения
| Год  | ЧМ Европы | ЧМ мира многоборье | Олимпийские игры                            |
| ---- | --------- | ------------------ | ------------------------------------------- |
| 1938 |           | 9e                 |                                             |
| 1939 |           | NC18               |                                             |
| 1947 | 8e        | 1                  |                                             |
| 1948 |           | 10e                | 16e 500 м · 4e 1500 м · 9e 5000 м · 10000 м |
| 1949 |           | NC21               |                                             |
| 1950 | 5e        | NC15               |                                             |
| 1951 |           |                    |                                             |
| 1952 | 4e        | 2                  | NF 500 м 6e 1500 м 8e 10000 м               |
| 1953 |           | 12e                |                                             |

### Медали
| Соревнование       | Золото · | Серебро · | Бронза · |
| ------------------ | -------- | --------- | -------- |
| ЧМ мира многоборье | 1        | 1         | 0        |
| Олимпийские игры   | 0        | 1         | 0        |